# Klein Lengden
Klein Lengden ist ein Ortsteil der Gemeinde Gleichen im Landkreis Göttingen mit 1.209 Einwohnern (Stand: 1. Januar 2024).

## Geografische Lage

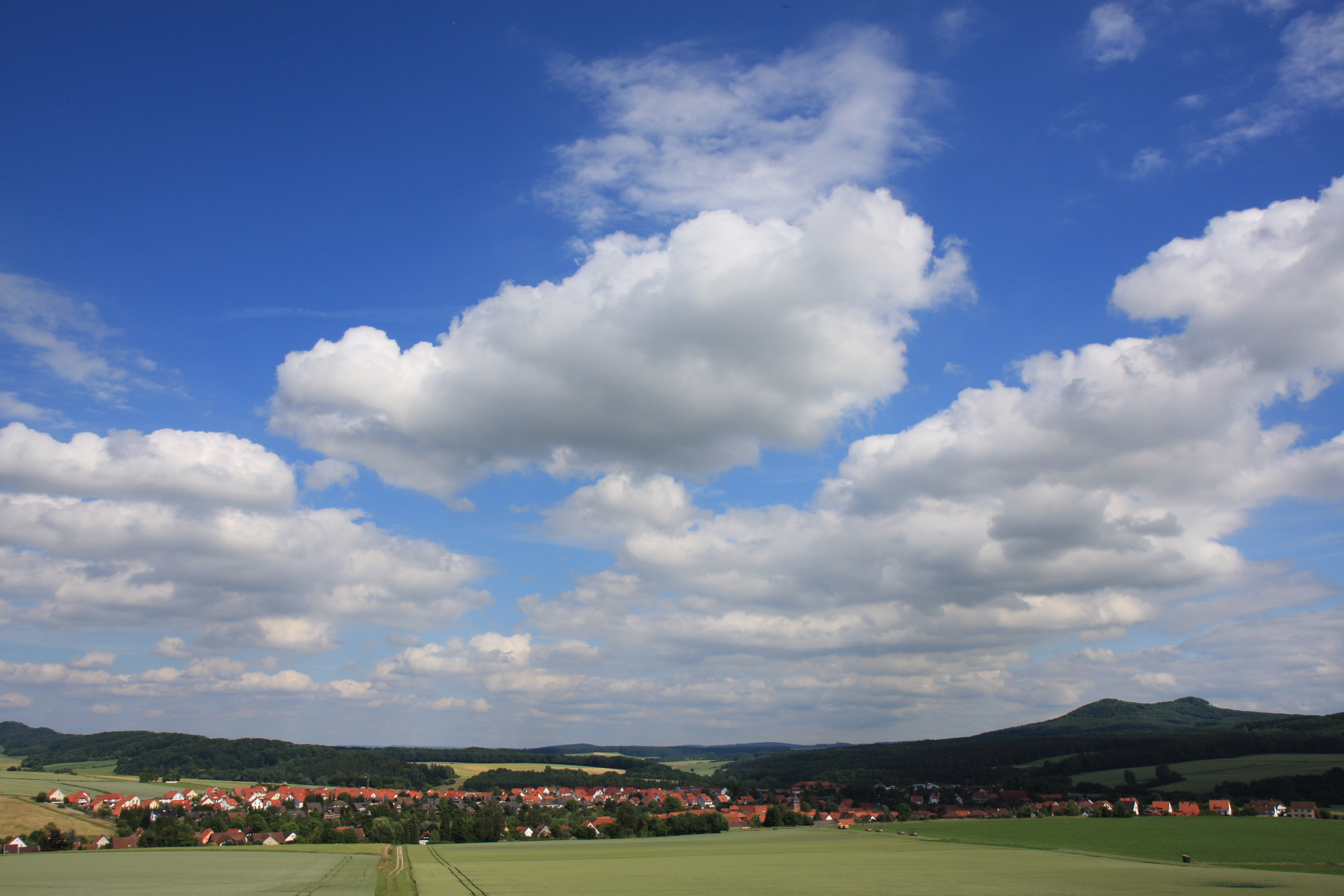
Klein Lengden (Blick vom Hang des Westerbergs nach Südosten)

Der Ort liegt am Südrand des Göttinger Waldes, einem Teil des Leineberglands, im Gartetal am Lengder Bach, einem Zufluss der südlich der Ortschaft von Ost nach West fließenden Garte, die wiederum in die Leine mündet. Im Nordwesten liegt der Westerberg (340,2 m) und im Nordosten die Lengderburg (383,5 m) mit der Lengder Burg. Östlich liegt der Heiligenberg (ca. 262 m). Nordöstlich schließt sich der Ortsteil Groß Lengden an, südöstlich Benniehausen, im Süden Reinhausen, im Westen der Ortsteil Diemarden und im Nordwesten Göttingen-Geismar.

## Geologie
Durch die Hanglage zwischen Göttinger Wald und Garte, besteht der Boden zum größten Teil aus Pseudogley und Parabraunerde.

## Geschichte
Der Zeitpunkt der Ortsgründung ist wie bei den meisten Orten der Region unbekannt. Die erste schriftliche Erwähnung eines Ortes Lengithi bzw. Lengidi wird dem Jahr 822 zugeschrieben und findet sich im Codex Eberhardi des Klosters Fulda. Erste Hinweise auf zwei Orte des Namens Lengden finden sich in einer dem Jahr 1022 zugeschriebenen Urkunde. Der Ortsname Leng(e)de bedeutet „langer Ort/Länge“; das Grundwort -ede ist im Deutschen ausgestorben und lebt etwa im Niederländischen als -te fort.
Die Keimzelle der Ortsentwicklung liegt im heutigen Dorfkern im Bereich der Kirche und unterhalb der Kirche entlang der Talmulde Lengder Grund. In diesem Bereich sind noch einige Hofanlagen mit Fachwerkbauten vorwiegend aus dem 18. und 19. Jahrhundert erhalten. Nach dem Zweiten Weltkrieg wurde der Ort im Norden, Osten und Westen um Neubaugebiete erweitert, in denen Einfamilienhäuser gebaut wurden. Weitere Ortserweiterungen folgten mit dem Bau eines Gewerbegebiets im Osten sowie eines weiteren Wohngebiets im Nordosten.
Historische Bedeutung hat Klein Lengden durch die etwas östlich im Gartetal liegende heutige Spinnerei Gartetal, die im 18. Jahrhundert die erste Altpapiermühle war. (Vgl. Kapitel Historische Spinnerei Gartetal)
Klein Lengden war 1897–1957 eine Station der Göttinger Kleinbahn, auch Gartetalbahn genannt, die Göttingen mit Duderstadt verband.
Am 1. Januar 1973 wurde Klein Lengden in die neue Gemeinde Gleichen eingegliedert.

## Ortsname
Der Ortsname Lengden lautet in seiner ursprünglichen Form „Lengithi“, gehört also wie Weende zu den Ortsnamen mit der Endung „-ithi“, die meist auf alte Flurnamen zurückzuführen sind. Der erste Wortbestandteil hängt mit dem Wort „lang“ zusammen. Die Endung „-ithi“ wird sowohl mit -th- als auch mit -d- verwendet, das -i- zu -e- abgeschwächt. Lengden wurde zum ersten Mal 822 in Aufzeichnungen des Klosters Fulda als Lengidi bzw. Lengithi urkundlich erwähnt. Die Bezeichnung Lengede findet sich in einer Stiftungsurkunde von 952 Ottos I. für das Kloster Pöhlde.
Erst im 16. Jahrhundert wird der Name zu „Lengde“ zusammengezogen, das auslautende -n tritt in der Überlieferung erst seit dem 18. Jahrhundert auf. In den neueren Mundartformen schwindet auch das -d-, so dass der Name „Lengen“ lautet. In einem Brief vom 30. Januar 1783 von Johann Friedrich Blumenbach an Christian Gottlob Heyne wird Klein Lengden in der niederdeutschen Form als Lütgen-lengen bezeichnet.

Weil auch der benachbarte Ort Groß Lengden den gleichen Namen besaß, musste zwischen beiden Orten durch einen Zusatz unterschieden werden. Diese Zusätze konnten unterschiedlich gewählt werden: Durch Angabe der Himmelsrichtung in „Westerlengede“ (1118–1137, Fälschung des 13. Jahrhunderts, im Gegensatz zu „Osterlengede“) bzw. in der lateinischen Form „in Occidentali Lengethe“ (1168, Fälschung des 13. Jahrhunderts), durch Angabe der Höhenlage „Inferior Lengede“ (1298, im Gegensatz zu „Superior Lengede“), oder durch Angabe der Größe auf Lateinisch („Minor Lengede“ 1339 im Urkundenbuch der Stadt Göttingen, im Gegensatz dazu „Maior Lengede“), auf Niederdeutsch („Lutteken Lengede“ 1419) oder Hochdeutsch („Klain Lenghede“ 1428).
In dem Buch „Niedersächsische sagen und Märchen: Aus dem Munde des Volkes gesammelt“ von 1855 wird der Ort wiederholt als Kleinen-Lengden bezeichnet.

Am 18. September 1937 wurde die Bezeichnung Klein Lengden vom Reichs- und Preußischen Ministerium des Innern festgeschrieben.

## Politik
Die Gemeinde Gleichen entstand im Zuge der Gemeindegebietsreform 1973.

### Ortsrat
Der Ortsrat setzt sich aus sieben Ratsfrauen und Ratsherren zusammen.
- Klein Lengder Wählergemeinschaft: 4 Sitze
- Wählerbündnis Bunte Liste Klein Lengden: 3 Sitze

(Stand: Kommunalwahl am 12. September 2021)

### Ortsbürgermeister
Ortsbürgermeister von Klein Lengden ist Klaus-Werner Hanelt.

### Wappen
| Wappen von Klein Lengden | Blasonierung: „Im blauen Schild, aus dem Schildfuß hervorgehend, ein sich zweimal verjüngender silberner (weißer) Turm mit grünen Glockendächern.“ |
| Wappen von Klein Lengden | Wappenbegründung: Das von Otto Rössler von Wildenhain entworfene Wappen wurde vom niedersächsischen Ministerium des Inneren am 22. April 1949 genehmigt. Es zeigt den Kirchturm der Johanniskirche, ein mittelalterlicher wehrhafter Barockturm und Wahrzeichen des Ortes. Der Gemeinderat wählte dieses Motiv, weil die Kirche nicht nur ein wesentliches Bauwerk inmitten des Ortes ist, sondern auch im Zentrum des dörflichen, geistigen und kulturellen Lebens steht. |

## Kultur und Sehenswürdigkeiten

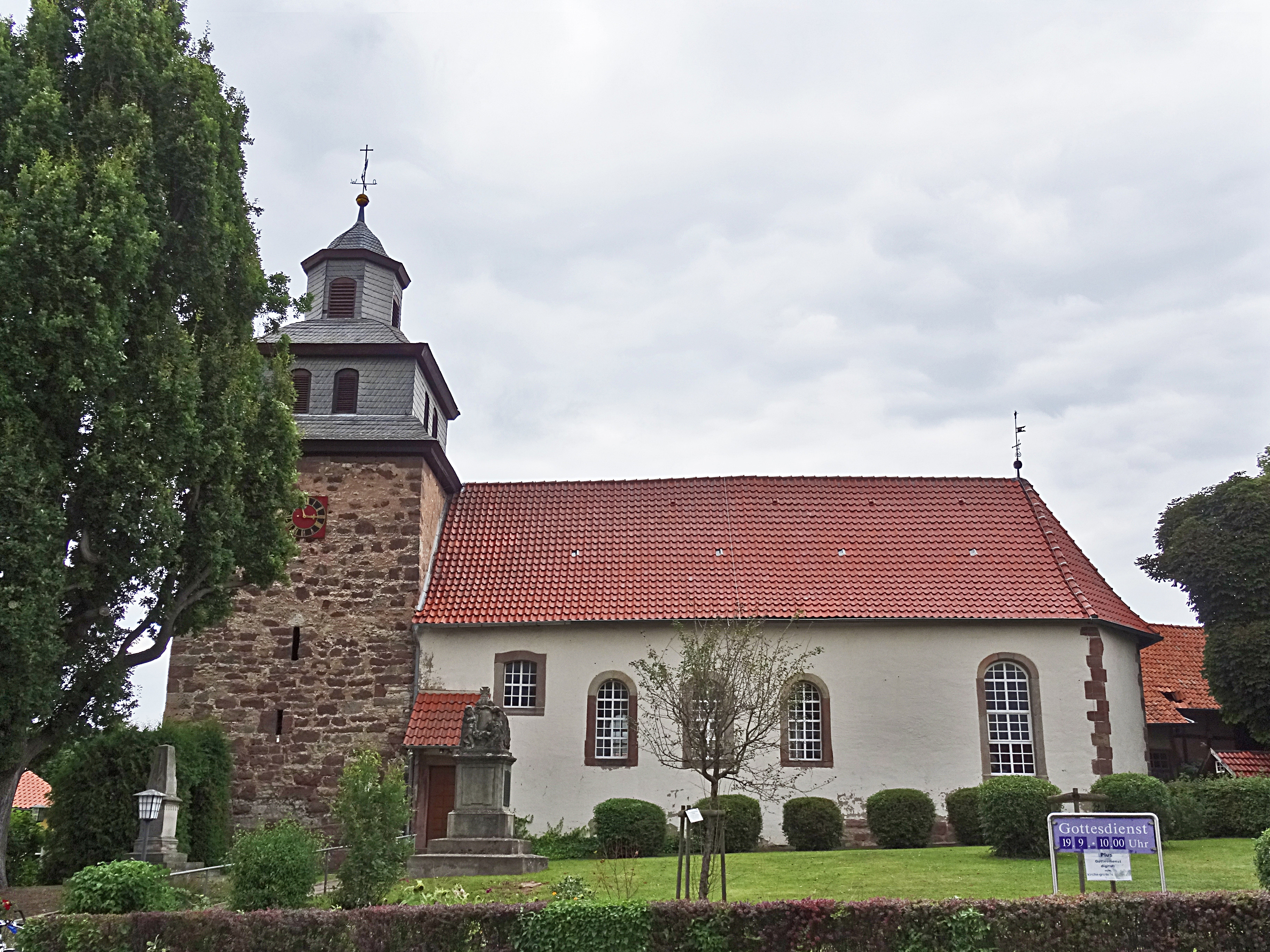
Ev. Pfarrkirche St. Johannes der Täufer

### Kirche
Im Ortskern befindet sich die Kirche St. Johannes der Täufer, eine Gemeinde im Kirchenkreis Göttingen des Sprengel Hildesheim-Göttingen der Evangelisch-lutherischen Landeskirche Hannovers. Der mittelalterliche wehrhaften Turm im Westen ist aus Sandstein-Bruchsteinmauerwerk errichtet und nicht verputzt, der östlich anschließende Bau ist ein weiß verputzter, einschiffiger Saalbau und stammt aus der Zeit des Barock.

### Historische Spinnerei Gartetal

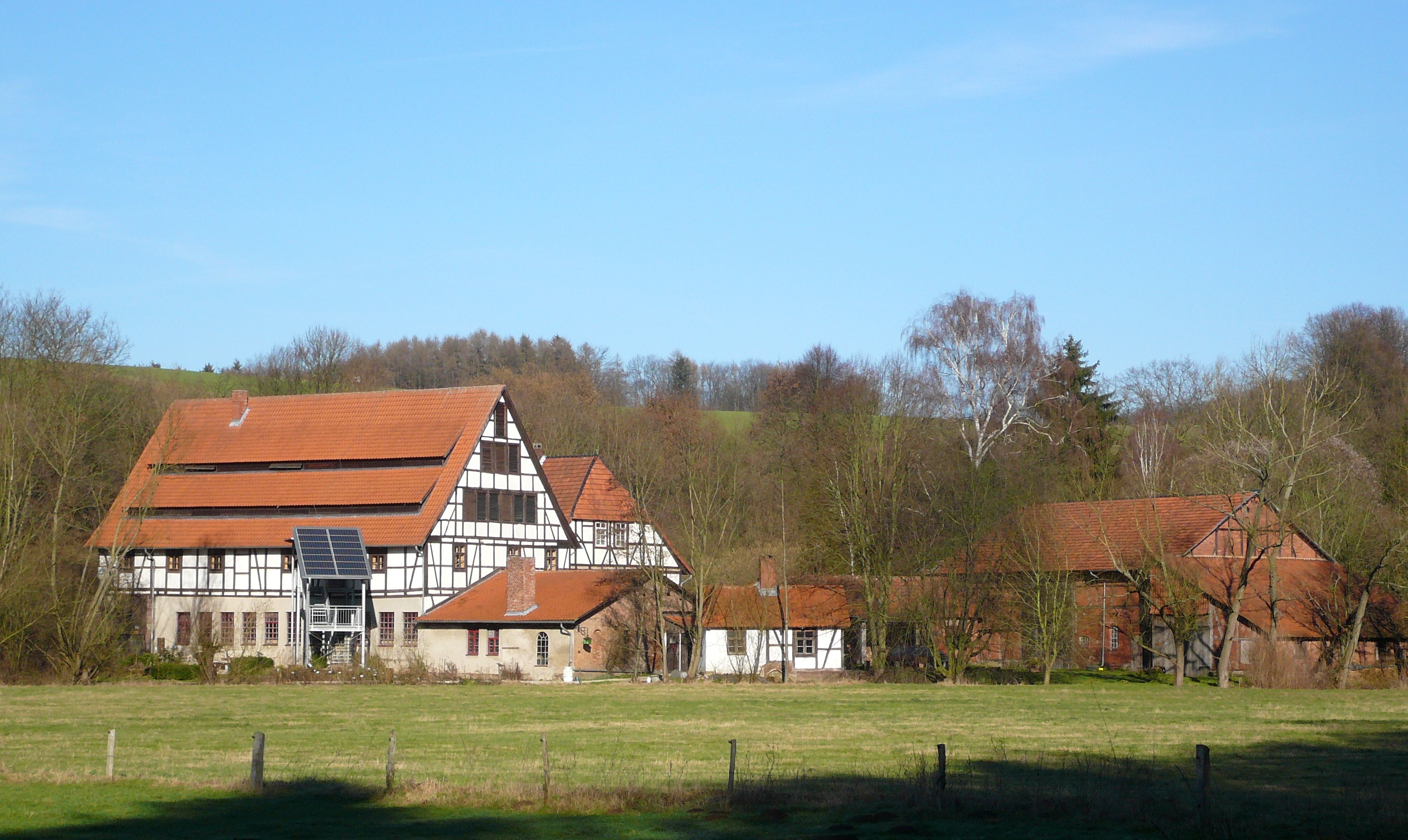
Historische Spinnerei Gartetal

Im Gartetal, an der Landesstraße L 569 zwischen Klein Lengden und Benniehausen befindet sich etwa 700 m vor der Ortseinfahrt von Klein Lengden die Anlage der Historischen Spinnerei Gartetal, die aus der seit 1596 belegten Saumühle, einer Getreidemühle, hervorging. 1651 wurde sie zu einer Papiermühle umgebaut, in der 1774 der erste dokumentierte „Papier-Recycling-Versuch“ Europas durchgeführt wurde. Die Aufbereitung von Druckerzeugnissen war eine experimentelle Erfindung von Justus Claproth, die von dem 1762 bis 1811 in der Mühle wirkenden Mühlenpächter und späteren Eigentümer Johann Engelhard Schmid zum ersten Mal angewandt wurde.
1847 erwarb der Wollfabrikant aus Küllstedt Franz Josef Fromm die Papiermühle und funktionierte sie zu einer „Flanelltuchfabrik und Spinnerei“ um. Der Spinnereibetrieb arbeite bis 1967. Seit 1982 ist die von einem Förderverein erworbene, denkmalgeschützte Anlage ein Spinnerei-Museum mit als Kernstück dem komplett erhaltenen Maschinenbestand der Spinnereifabrik aus der Zeit 1886–1900 sowie einer Ausstellung über Wolle und deren Verarbeitung.

### Lengder Burg
Die Lengder Burg (auch Lengdener Burg genannt) ist eine vermutlich früheisenzeitliche Wallanlage auf dem rund 1 km nördlich von Klein Lengden gelegenen Bergsporn Lengderburg (383,5 m). Der lange, schmale Bergrücken ist durch zwei Abschnittswälle abgeriegelt, von denen der innere, westliche Wall etwa 60 m lang ist. Beide Wälle sind relativ stark verfallen und in dem auch sonst kleingliedrig bewegten Gelände schwer zu erkennen. Durch Probegrabungen wurde im Jahr 1965 festgestellt, dass der äußere Wall eine Zweiphasigkeit aufweist mit einer Brandschicht über der ersten Lage. Außerdem wurden im Inneren der einstigen Befestigungsanlage Keramikscherben geborgen, die zumindest auf eine vorübergehende Besiedlung in der jüngeren vorrömischen Eisenzeit hinweisen. Möglicherweise bestand hier bereits in der Steinzeit eine Befestigungsanlage.

### Sport
Der Turn- und Sportverein TSV Klein Lengden, mit einem eigenen Sportplatz am Nordrand des Ortsteils, ist hauptsächlich im Fußball aktiv, bietet aber auch Volleyball, Gymnastik, Turnen und Nordic Walking.

## Wirtschaft und Infrastruktur

### Gewerbe
Am Ostrand von Klein Lengden ist das Gewerbegebiet Friedebreite ausgewiesen, ein Modellprojekt für ökologisches Gewerbe.

### Verkehr
Klein Lengden ist über die L 569 an Göttingen-Geismar und Benniehausen bzw. Duderstadt und über die L 574 an Groß Lengden angebunden. Eine Verbindung nach Diemarden besteht über die K 21.

Seit Stilllegung der Göttinger Kleinbahn ist Klein Lengden nicht mehr an ein Schienennetz angebunden. Eine Busverbindung besteht durch die Anbindung an eine der Regionalbusstrecken Duderstadt-Göttingen im Verkehrsverbund Süd-Niedersachsen.